# Ambasada Marii Britanii în Republica Moldova
Ambasada Regatului Unit în Republica Moldova este misiunea diplomatică a Regatului Unit al Marii Britanii și al Irlandei de Nord în Republica Moldova. Sediul misiunii se află în capitala Republicii Moldova, municipiul Chișinău, strada Nicolae Iorga, 18.

## Istoric
Regatul Unit a recunoscut oficial Republica Moldova ca stat independent pe 31 decembrie 1991. Din 1992 până în 2002, ambasadorii britanici în România erau desemnați prin cumul și în calitate de șefi ai misiunii diplomatice în Republica Moldova. În aprilie 2002 Regatul Unit și-a deschis o amabasadă la Chișinău, iar în 2004 aceasta și-a schimbat sediul pe adresa actuală, strada Nicolae Iorga, 18.

## Ambasadori
- 1992–1995: Sir Brian Fall (non-rezident)
- 1995–1999: Sir Andrew Wood (non-rezident)
- 1999–2002: Richard Ralph (non-rezident) [3]
- 2002–2006: Bernard Whiteside [4]
- 2006–2009: John Beyer [5]
- 2009–2013: Keith Shannon [6]
- 2013–2016: Philip Batson[7][8]
- 2016-2019: Lucy Joyce OBE
- 2019-2023: Steven Mark Fisher
- 2023-prezent: Fern Horine